# فرنسيس كارل ألتر
فرنسيس كارل ألتر (بالألمانية: Franz Karl Alter)‏ هو لغوي نمساوي، ولد في 27 يناير 1749 في Engelberg ‏ في سويسرا، وتوفي في 29 مارس 1804 في فيينا في النمسا.